# 广州奥林匹克中学
广州奥林匹克中学，是一所位于广州市天河区的全日制完全中学，创办于1987年，毗邻广东奥林匹克体育中心。学校原名广州市东圃中学，2020年更为现名。2024年1月组建广州奥林匹克教育集团。2024年9月建成开放智谷校区。